# Danh sách câu lạc bộ bóng đá ở Nam Sudan
Đây là danh sách các câu lạc bộ bóng đá ở Nam Sudan.
Về danh sách đầy đủ, xem Thể loại:Câu lạc bộ bóng đá Nam Sudan

## A
- Al Hilal Juba
- Al-Malakia FC
- Al Merreikh Juba
- Atlabara
- Aweil Stars F.C.

## E
- El Nasir FC

## M
- Merreikh Aweil F.C.

### S
- Salaam Aweil F.C.

## T
- Talanga FC

## W
- Wau Salaam F.C.